# Denzel Gregg
Walter Denzel Gregg (Syracuse, Nueva York, 29 de octubre de 1995) es un exbaloncestista estadounidense. Con 2,01 metros de estatura, jugaba en la posición de alero. 

## Trayectoria deportiva

### Universidad
Jugó cuatro temporadas con los  Red Flash de la Universidad Saint Francis, en las que promedió 7,2 puntos, 4,7 rebotes y 1,2 tapones por partido. En 2016 fue elegido mejor sexto hombre de la Atlantic 10 Conference.

### Profesional
Tras no ser elegido en el Draft de la NBA de 2017, firmó su primer contrato profesional en agosto de ese año con el Redwell Gunners Oberwart de la Österreichische Basketball Bundesliga, la primera división austriaca. Jugó una temporada como titular en la que promedió 16,9 puntos y 7,6 rebotes por partido.
En julio de 2018 firmó contrato con el Denain ASC Voltaire de la Pro B, la segunda división francesa.